# جاناتان پاژه
جاناتان پاژه (انگلیسی: Jonathan Paget؛ زادهٔ ۱۷ نوامبر ۱۹۸۳)از برندگان مدال‌های بازی‌های المپیک تابستانی اهل نیوزیلند است.